# ۲-آندکانون
۲-آندکانون (به انگلیسی: 2-Undecanone) یک ترکیب شیمیایی است. شکل ظاهری این ترکیب، بی رنگ یا مایع زرد کمرنگ است.